# Auchmis poliorhiza
Auchmis poliorhiza là một loài bướm đêm trong họ Noctuidae.